# Team Milram/Saison 2007
Erfolge des Team Milram in der Saison 2007.

## Größte Erfolge 2007
| Datum             | Rennen                                 | Fahrer              |
| ----------------- | -------------------------------------- | ------------------- |
| 28. April 2007    | Gesamtsieg Int. Niedersachsenrundfahrt | Alessandro Petacchi |
| 14. Mai 2007      | 3. Etappe Giro d’Italia                | Alessandro Petacchi |
| 19. Mai 2007      | 7. Etappe Giro d’Italia                | Alessandro Petacchi |
| 23. Mai 2007      | 11. Etappe Giro d’Italia               | Alessandro Petacchi |
| 31. Mai 2007      | 18. Etappe Giro d’Italia               | Alessandro Petacchi |
| 31. Mai 2007      | 2. Etappe Bayern-Rundfahrt             | Erik Zabel          |
| 1. Juni 2007      | 3. Etappe Bayern-Rundfahrt             | Erik Zabel          |
| 3. Juni 2007      | 21. Etappe Giro d’Italia               | Alessandro Petacchi |
| 3. Juni 2007      | 5. Etappe Bayern-Rundfahrt             | Sebastian Siedler   |
| 17. Juni 2007     | 1. Etappe Tour de Suisse               | Erik Zabel          |
| 12. August 2007   | 3. Etappe Deutschland-Tour             | Erik Zabel          |
|                   | Punktewertung Deutschland Rundfahrt    | Erik Zabel          |
|                   | Bergwertung Deutschland Rundfahrt      | Niki Terpstra       |
| 7. September 2007 | 7. Etappe Vuelta a España              | Erik Zabel          |
| 14. Oktober 2007  | Paris–Tours                            | Alessandro Petacchi |

## Team

### Zugänge – Abgänge 2007
| Zugänge            | Team 2008              | Abgänge            | Team 2009              |
| ------------------ | ---------------------- | ------------------ | ---------------------- |
| Igor Astarloa      | Barloworld             | Maarten den Bakker | Skil-Shimano           |
| Brett Lancaster    | Panaria                | Alessandro Vanotti | Liquigas               |
| Marcel Sieberg     | Wiesenhof-Felt         | Giovanni Visconti  | Quick Step             |
| Sebastian Schwager | Thüringer Energie Team | Daniel Becke       | Thüringer Energie Team |
| Niki Terpstra      | Ubbink-Syntec          | Simone Cadamuro    | unbekannt              |
|                    |                        | Daniel Musiol      | Wiesenhof-Felt         |

### Mannschaft 2007
| Name                  | Geburtsdatum       | Nationalität |
| --------------------- | ------------------ | ------------ |
| Igor Astarloa         | 29. März 1976      | Spanien      |
| Mirko Celestino       | 19. März 1974      | Italien      |
| Alessandro Cortinovis | 11. Oktober 1977   | Italien      |
| Volodymyr Dyudya      | 6. Januar 1983     | Ukraine      |
| Sergio Ghisalberti    | 10. Dezember 1979  | Italien      |
| Ralf Grabsch          | 7. April 1973      | Deutschland  |
| Andrij Hrywko         | 7. August 1983     | Ukraine      |
| Dennis Haueisen       | 13. September 1978 | Deutschland  |
| Matej Jurčo           | 8. August 1984     | Slowakei     |
| Christian Knees       | 5. März 1981       | Deutschland  |
| Brett Lancaster       | 15. November 1979  | Australien   |
| Mirco Lorenzetto      | 19. Juli 1981      | Italien      |
| Martin Müller         | 5. April 1974      | Deutschland  |
| Alberto Ongarato      | 24. Juli 1975      | Italien      |
| Alessandro Petacchi   | 3. Januar 1974     | Italien      |
| Enrico Poitschke      | 25. August 1969    | Deutschland  |
| Elia Rigotto          | 4. März 1982       | Italien      |
| Fabio Sabatini        | 18. Februar 1985   | Italien      |
| Fabio Sacchi          | 23. Mai 1974       | Italien      |
| Björn Schröder        | 27. Oktober 1980   | Deutschland  |
| Sebastian Schwager    | 4. Januar 1984     | Deutschland  |
| Carlo Scognamiglio    | 31. Mai 1983       | Italien      |
| Marcel Sieberg        | 30. April 1982     | Deutschland  |
| Sebastian Siedler     | 18. Januar 1978    | Deutschland  |
| Niki Terpstra         | 18. Mai 1984       | Niederlande  |
| Marco Velo            | 9. März 1974       | Italien      |
| Erik Zabel            | 7. Juli 1970       | Deutschland  |